# ترکیبات آلی لانتانید
ترکیبات آلی لانتانید(به انگلیسی: Organolanthanide compounds) به دسته‌ای از ترکیبات آلی فلزی گفته می‌شود که در آن عنصر کربن با یک پیوند شیمیایی به یکی از عناصر گروه لانتانیدها متصل شده باشد.